# Бродский, Владимир Аркадьевич
Владимир Аркадьевич Бродский (укр. Володимир Аркадійович Бродський род. 8 декабря 1954) — советский и украинский актёр театра и кино.

## Биография
Один из крупнейших актёров театра им. Л. Украинки в Киеве.

## Роли в театре
- 1974 — «Генерал Ватутин»
- 1977 — «Кремлёвские куранты» Н. Погодина
- 1982 — «Игрок»
- 1984 — «Равняется четырём Франциям» А. Мишарина
- 1985 — «Остров сокровищ»
- 1997 — «Королевские игры»
- 2000 — «Ревизор» Н. В. Гоголя (режиссёр Юрий Аксёнов) — Степан Иванович Коробкин, отставной чиновник[1]

## Фильмография
- 1973 — В бой идут одни «старики» — Колосов
- 1973 — Будни уголовного розыска — эпизод
- 1978 — Голубые молнии — генерал-майор
- 1978 — Мятежный «Орионъ» — Никитин, старший помощник клипера «Орионъ»
- 1982 — Казнить не представляется возможным
- 1984 — Макар-следопыт
- 1990 — Война на западном направлении
- 1999 — Школа скандала